# Левана
Левана (лат. Levana dea) — римская богиня, покровительница подрастающих детей; одна из богинь детства.
Среди римлян был распространён обычай после родов класть новорождённого на землю и почти тут же его поднимать; считалось, что после такого обрядового действия богиня Левана берёт над ним покровительство, а его отец — берёт обязательства по заботе над ребёнком и, одновременно, получает отцовские права. От действия, происходящего во время этого обряда, levare (с лат. — «поднимать»), образовано и её имя.
Сущность Леваны подробно описывал в своём эссе «Левана и богородицы скорби» (из приложения Suspiria de profundis к книге «Исповедь англичанина, любителя опиума») английский писатель Томас Де Квинси (1785—1859). Он объяснял, что суть этого обряда заключалась в том, чтобы поддержать человеческое достоинство у смертного в первые минуты его жизни: ребёнка, едва начавшего дышать (впервые вдохнувшего «воздух нашей суетной планеты»), опускали на землю, чтобы он на мгновение «пресмыкался во прахе»; затем его поднимали, «вздымали ввысь», чтобы он распрямился, «как подобает властителю мира», — и после этого его лицо обращали к звёздам, чтобы он осознал то, что «превосходит его величием». Де Квинси также отмечал, что Левана никогда не показывалась перед людьми и в проведении обряда с новорождённым никогда не действовала самостоятельно, а только через представителей — либо через отца, либо через другого ближайшего родственника. Кроме того, Левана надзирает за тем, как воспитываются малые дети, как развиваются их природные способности, при этом под воспитанием понимается в первую очередь непрерывное переплетение страсти, борьбы, соблазна и сопротивления — тех сил, которые лежат в основе человеческого существования.
Некоторые авторы отождествляют Левану с Юноной Луциной.